# Le Vengeur (nouvelle)
Pour les articles homonymes, voir Le Vengeur.
Le Vengeur est une nouvelle humoristique de six pages d’Anton Tchekhov.

## Historique
Le Vengeur est initialement publié dans la revue russe Les Éclats, numéro 37, du 12 septembre 1887, sous le pseudonyme A.Tchekhonte.

## Résumé
Fédor Sigaïev a surpris sa femme en flagrant délit d'adultère. Il veut la tuer, ainsi que son amant, puis se supprimer. Il est résolu.
Il va chez l'armurier pour choisir l’arme : il y a le modèle qui « transperce du même coup la femme et l’amant ». Il imagine la scène et change d'avis : il tuera l'amant et se suicidera ensuite ; sa femme se consumera de chagrin seule. Cette solution n'est pourtant pas satisfaisante, car il veut voir les effets de sa vengeance. Il rechange d'avis, il la tuera elle et ira à ses funérailles : oui, mais il sera envoyé au bagne de Sakhaline. Non, tout cela est trop difficile, il ne tuera personne : il demandera juste le divorce... enfin... peut-être...
Il ressort de l'armurerie avec un filet à caille.

## Extraits
Le vendeur :  Il transperce du même coup la femme et l'amant. Quant au suicide, monsieur, je ne connais pas de meilleur système.
Le vendeur : Les armes de Toula, quelle calamité ! Avec un revolver de Toula, on vise sa femme et on s'atteint l'omoplate"

## Édition française
- Le Vengeur, traduit par Édouard Parayre, Bibliothèque de la Pléiade, Éditions Gallimard, 1970  (ISBN 2-07-010550-4)